# Høgebjerg
Høgebjerg (på dansk også Høgbjerg, på tysk Höckeberg) er en bakke beliggende ved kommune- og sognegrænsen mellem Hyrup og Lille Volstrup (Lille Solt Sogn, Freienwill Kommune) i Sydslesvig i det nordlige Tyskland. Høgebjerg er med 82,4 meter det højeste punkt på halvøen Angel (Skærsbjerg er kun 70 meter høj). Høgebjerget er omkranset af flere mindre skov og åbne marker i et cirka 135 ha stort let kuperet området. Området er et typisk østjysk morænelandskab med ådale og store bløde bakker, formet af istiden, og med en leret, frugtbar jordbund, der giver gode forhold for landbruget. Området afgrænses af Hyrup Skov i nord, Hyrup Mølle i øst og flader ud mod Oversø i syd. Historisk ligger bakken i Lille Solt Sogn (Ugle Herred) tæt på grænsen til Hyrup Sogn. Syd for bakken ligger antennetårnet Freienwill.
På Als findes Høgebjerg øst for Asserballe.
Stednavnet er afledt af fuglenavnet høg.